# Wai Wai Jockey
Wai Wai Jockey (ワイワイジョッキー Wai Wai Jokkī?) es un videojuego de jockey y gientear caballos caricaturizadas para arcade de tipo medal game desarrollado y publicado por Konami en el año 1995 solo en la región de Japón, siendo parte de Konami Crossover.
El videojuego presenta a los personajes parodia de Konami, como el pingüino Pentarou de Antarctic Adventure (tras de Tsurikko Penta), Kid Dracula del videojuego Akumajō Special: Boku Dracula-kun, además de los ninjas Goemon y Ebisumaru de los videojuegos de la saga Ganbare Goemon.